# Казаков, Иван Семёнович
Ива́н Семёнович Казако́в (1 февраля 1873, Косилово, Брянский уезд, Орловская губерния, Российская империя — 16 октября 1935, Ташкент, Узбекская ССР, СССР) — русский живописец и график.

## Биография
Иван Семёнович Казаков родился в деревне Касилово Орловской губернии. Выходец из крестьян. Учился в Московском училище живописи ваяния и зодчества с 1888 по 1894 год. Затем продолжил своё образование в Высшем художественном училище живописи, скульптуры и архитектуры при Императорской академии художеств, где учился с 1895 года по 1898 год в мастерской В. Е. Маковского. В 1898 году он получил звание художника.
В 1899—1900 годах на стипендию Императорской академии художеств ездил в Италию, Францию и Германию. После возвращения из-за границы жил в Петербурге.

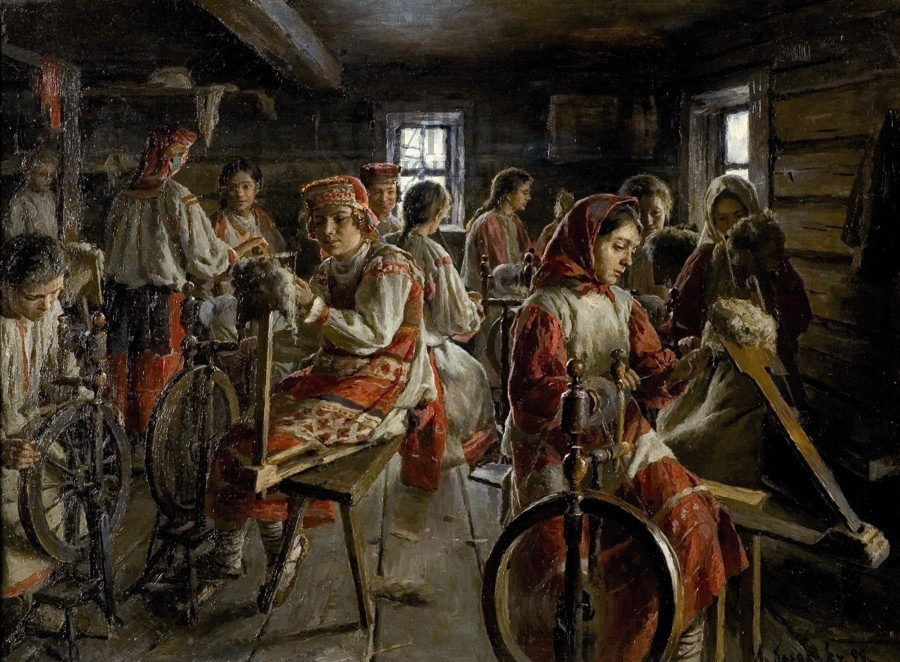
И. С. Казаков «Пряхи», 1899 год

И. С. Казаков в 1890—1900 годах являлся постоянным участником академических выставок, участвовал в выставках Московского общества любителей художеств и в 1902—1910 годах (с перерывами) участвовал в Торгово-промышленных художественных выставках.
В 1906 году, предварительно списавшись с начальством Ташкентского реального училища, И. С. Казаков получил должность учителя рисования и чистописания в этом училище и переехал на жительство в Туркестан в Ташкент. Преподавал в Ташкентском реальном училища до 1910 года.
В Туркестане И. С. Казаков писал архитектурные пейзажи Самарканда, Бухары и Ташкента. Создал серию этнографических этюдов и написал картину «Чтение дастана». На этой картине И. С. Казаков изобразил группу горожан, собравшихся на центральной площади Самарканда — Регистане, которые с интересом слушают чтеца узбекского народного дастана. В период 1960—1970 годов эта картина хранилась в помещении архитектурного факультета Ташкентского политехнического института.

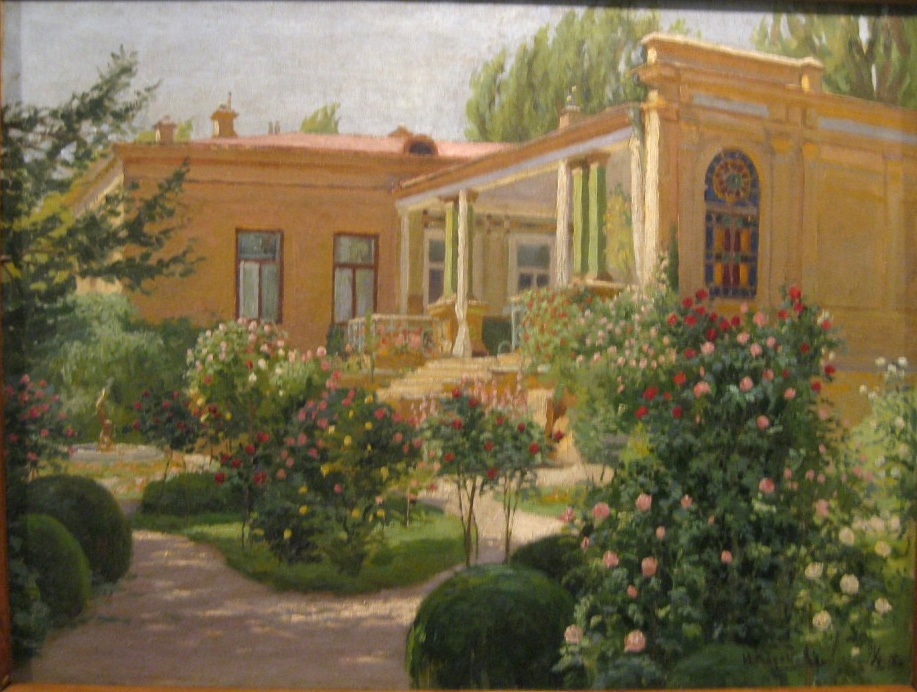
И. С. Казаков «Ташкентский дворик», 1918 год

В период 1917—1918 годов И. С. Казаков написал картину «Ташкентский дворик», на которой он изобразил типичный дворик и дом богатого ташкентского горожанина в новом европейском Ташкенте.
В 1919 году И. С. Казаков преподавал В Туркестанской краевой художественной школе, а в 1921 году работал и преподавал в собственной студии, располагавшейся на Пушкинской улице в Ташкенте.
И. С. Казаков принимал активное участие в оформлении революционных празднеств в Ташкенте и писал картины современников, например «Портрет художника Чебакова» и «Женщина в красном» . В этот период картины И. С. Казакова экспонировался на 1-й Государственной свободной выставке произведений искусств в Петрограде (1919), 47-й Передвижной выставке картин в Москве (1922), 1-й выставке картин ташкентского филиала Академии Художеств Российской Республики (1928).
Казаков в 1926—1932 годах состоял членом Ташкентского филиала Ассоциации художников революции, являясь одним из его организаторов. Он также руководил в Ташкенте студией АХР до 17 января 1930 года. После появления в республиканской газете «Правда Востока» фельетона Михаила Донецкого (под псевдонимом Ксандр) «мАХРовая реакция под красной этикеткой», направленного против художников Еремея Григорьевича Бурцева и И. С. Казакова, и затем статьи того же автора «Ископаемые», ГПУ оперативно было возбуждено дело против них, и особое совещание коллегии ОГПУ выслало Е. Г. Бурцева в Сталинабад, в Таджикистан, сроком на три года.
И. С. Казаков с 1930 по 1935 годы работал преподавателем в Ташкентском политехническом институте.
Умер И. С. Казаков в Ташкенте 16 октября 1935 года.
Произведения Казакова находятся в ряде музейных и частных собраний, в том числе в Государственном Русском музее и Музее Искусств Узбекистана.